# Elektrownia jądrowa Emsland
Elektrownia jądrowa Emsland (niem. Kernkraftwerk Emsland) – nieaktywna elektrownia jądrowa zlokalizowana w pobliżu Lingen w powiecie Emsland w kraju związkowym Dolna Saksonia w Niemczech. W pobliżu znajdują się nieczynna elektrownia atomowa Lingen oraz elektrownia gazowa Emsland.

## Historia
Pierwsze projekty budowy elektrowni atomowej w pobliżu Lingen pojawiły się pod koniec lat 70. XX wieku jako zamiennik dla wyłączonej w 1977 roku elektrowni jądrowej Lingen. Budowa rozpoczęła się w 1982 roku i została zakończona 6 lat później. 14 kwietnia 1982 roku po raz pierwszy uruchomiono reaktor na pełnej mocy, a 20 czerwca tego roku włączono ją do sieci. Właścicielem elektrowni, a także jej operatorem był koncern VEW, który w 2000 roku przeszedł fuzję i stał się własnością koncernu RWE.
W 2002 roku przy elektrowni jądrowej Emsland oddano do użytku tymczasowe składowisko odpadów radioaktywnych Standortzwischenlager Lingen. Gromadzone są tam materiały promieniotwórcze będące odpadami z procesów w elektrowni. Mogą być tam przechowywane przez okres maksymalnie 40 lat. 
24 czerwca 2009 roku w wyniku awarii transformatora doszło do awaryjnego wyłączenia reaktora. Według międzynarodowej skali zdarzeń jądrowych i radiologicznych (INES) zdarzenie to miało kategorię 0, tzn. brak lub znikome zagrożenie dla bezpieczeństwa. W 2013 roku doszło do pożaru na terenie elektrowni, w wyniku którego była na kilka dni wyłączona z sieci. 3 kwietnia 2015 roku doszło do kolejnego incydentu, w wyniku którego elektrownia została odłączona od sieci na kilka dni.
Zgodnie z przyjętą polityką Niemiec odchodzenia od energetyki jądrowej, elektrownia atomowa Emsland miała zostać wyłączona z użycia najpóźniej do końca 2022 roku, do czego nie doszło. Do ostatecznego wyłączenia doszło 15 kwietnia 2023, jako jedna z trzech ostatnich elektrowni atomowych w Niemczech.  

## Dane techniczne

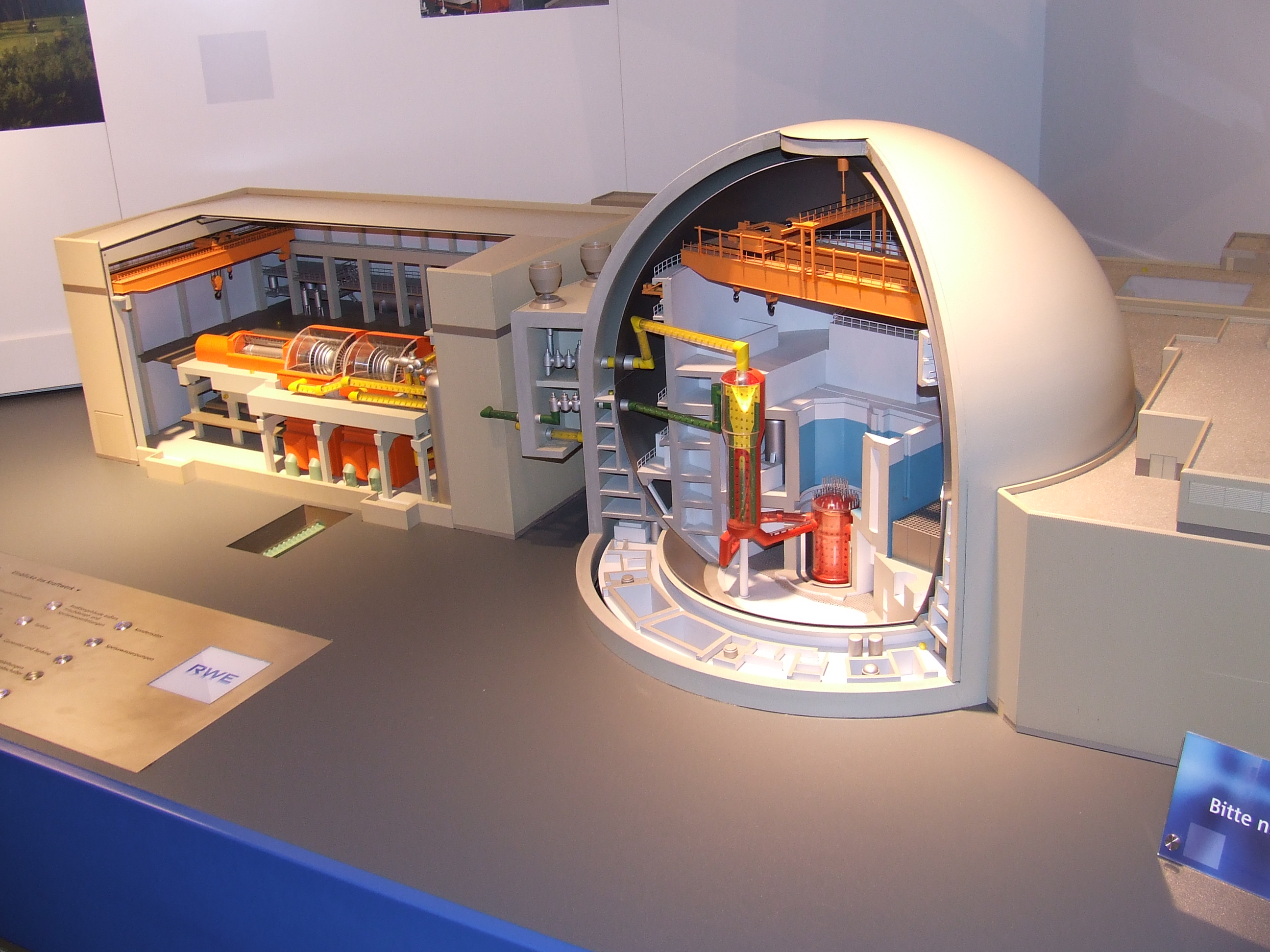
Model przedstawiający przekrój elektrowni

- liczba reaktorów: 1
- typ reaktora: wodny ciśnieniowy
- moc reaktora netto: 1335 MW
- moc reaktora brutto: 1406 MW
- moc termiczna: 3850
- paliwo: Uran 235

Źródło: